# Zvezdana
Zvezdana je  žensko osebno ime.

## Izvor imena
Ime Zvezdana je različica imena ženskega osebnega imena Zvezda.

## Pogostost imena
Po podatkih Statističnega urada Republike Slovenije je bilo na dan 31. decembra 2007 v Sloveniji število ženskih oseb z imenom Zvezdana: 415.

## Osebni praznik
V koledarju je ime Zvezdana skupaj z imenom Zvezda; god praznuje 1. julija.